# Al-Madaïní
Abu-l-Hàssan Alí ibn Muhàmmad ibn Abd-Al·lah al-Madaïní (àrab: أبو الحسن علي بن مُحَمد بن عبد الله المدائني, Abū l-Ḥasan ʿAlī b. Muḥammad b. ʿAbd Allāh al-Madāʾinī), més conegut senzillament com al-Madaïní (Bàssora, 752- Bagdad?, 843), fou un historiador àrab.
Va escriure més de 200 obres, la major part referides al naixement de l'islam, recordant sermons i fets del Profeta, tractats, missatgers i correspondència. També va escriure sobre el califat Raixidun i sobre els omeies i abbàssides, i dels matrimonis dels nobles. Va deixar notícies de poetes i cantors i va tocar alguns temes geogràfics com Medina i la seva regió. Va escriure biografies de bojos i traïdors famosos, sobre monedes i el seu canvi, sobre l'avarícia i la gelosia i sobre animals en general i cavalls en particular. S'han conservat dues de les seves obres:
- Kitab al-Murdifat min Qurayx
- Kitab at-Taazi

Es coneixen, no obstant, molts altres títols per haver estat citats per altres autors.